# R.R. Vestergaard
Rasmus Rasmussen Vestergaard f. Rasmus Vestergaard Rasmussen (26. november 1862 i Træholt, død 1. marts 1937 i Frederikshavn) var en dansk sognepræst.
Æresstudent ved Københavns Universitet. Præsteordineret 1889.
Forstander for Den Danske Kirke i Iowa, USA 7.Oktober 1897 – 1903.
Fra 1903 præst i Elling Sogn nær Frederikshavn, Danmark.